# Hockey sobre hielo masculino en los Juegos Olímpicos de Vancouver 2010
El torneo masculino de hockey sobre hielo en los Juegos Olímpicos de Vancouver 2010 se realizó en la UBC Thunderbird Arena y la Canada Hockey Place de la ciudad canadiense del 16 al 28 de febrero de 2010.

## Grupos
| Grupo A              | Grupo B               | Grupo C           |
| -------------------- | --------------------- | ----------------- |
| Canadá (CAN)         | República Checa (CZE) | Bielorrusia (BLR) |
| Noruega (NOR)        | Letonia (LAT)         | Finlandia (FIN)   |
| Suiza (SUI)          | Rusia (RUS)           | Alemania (GER)    |
| Estados Unidos (USA) | Eslovaquia (SVK)      | Suecia (SWE)      |

## Fase preliminar

### Grupo A
| Equipo               | J | G | EG | EP | P | GF | GC | DG  | PTS |
| -------------------- | - | - | -- | -- | - | -- | -- | --- | --- |
| Estados Unidos (USA) | 3 | 3 | 0  | 0  | 0 | 14 | 5  | +9  | 9   |
| Canadá (CAN)         | 3 | 1 | 1  | 0  | 1 | 14 | 7  | +7  | 5   |
| Suiza (SUI)          | 3 | 0 | 1  | 1  | 1 | 8  | 10 | -2  | 3   |
| Noruega (NOR)        | 3 | 0 | 0  | 1  | 2 | 5  | 19 | -14 | 1   |

- Resultados

| Fecha | Hora¹ | Partido²             | Partido² | Partido²             | Resultado |
| ----- | ----- | -------------------- | -------- | -------------------- | --------- |
| 16.02 | 12:00 | Estados Unidos (USA) | -        | Suiza (SUI)          | 3-1       |
| 16.02 | 14:00 | Canadá (CAN)         | -        | Noruega (NOR)        | 8-0       |
| 18.02 | 12:00 | Estados Unidos (USA) | -        | Noruega (NOR)        | 6-1       |
| 18.02 | 16:30 | Suiza (SUI)          | -        | Canadá (CAN)         | 2-3 (2-2) |
| 20.02 | 12:00 | Noruega (NOR)        | -        | Suiza (SUI)          | 4-5 (4-4) |
| 21.02 | 16:40 | Canadá (CAN)         | -        | Estados Unidos (USA) | 3-5       |

- (¹) –  Hora local de Vancouver (UTC-8).
- (²) –  Todos en la Canada Hockey Place.

### Grupo B
| Equipo                | J | G | EG | EP | P | GF | GC | DG  | PTS |
| --------------------- | - | - | -- | -- | - | -- | -- | --- | --- |
| Rusia (RUS)           | 3 | 2 | 0  | 1  | 0 | 13 | 6  | +7  | 7   |
| República Checa (CZE) | 3 | 2 | 0  | 0  | 1 | 10 | 7  | +3  | 6   |
| Eslovaquia (SVK)      | 3 | 1 | 1  | 0  | 1 | 9  | 4  | +5  | 5   |
| Letonia (LAT)         | 3 | 0 | 0  | 0  | 3 | 4  | 19 | -15 | 0   |

- Resultados

| Fecha | Hora¹ | Partido²              | Partido² | Partido²              | Resultado |
| ----- | ----- | --------------------- | -------- | --------------------- | --------- |
| 16.02 | 21:00 | Rusia (RUS)           | -        | Letonia (LAT)         | 8-2       |
| 17.02 | 21:00 | República Checa (CZE) | -        | Eslovaquia (SVK)      | 3-1       |
| 18.02 | 21:00 | Eslovaquia (SVK)      | -        | Rusia (RUS)           | 2-1 (1-1) |
| 19.02 | 16:30 | República Checa (CZE) | -        | Letonia (LAT)         | 5-2       |
| 20.02 | 16:30 | Letonia (LAT)         | -        | Eslovaquia (SVK)      | 0-6       |
| 21.02 | 12:00 | Rusia (RUS)           | -        | República Checa (CZE) | 4-2       |

- (¹) –  Hora local de Vancouver (UTC-8).
- (²) –  Todos en la Canada Hockey Place.

### Grupo C
| Equipo            | J | G | EG | EP | P | GF | GC | DG | PTS |
| ----------------- | - | - | -- | -- | - | -- | -- | -- | --- |
| Suecia (SWE)      | 3 | 3 | 0  | 0  | 0 | 9  | 2  | +7 | 9   |
| Finlandia (FIN)   | 3 | 2 | 0  | 0  | 1 | 10 | 4  | +6 | 6   |
| Bielorrusia (BLR) | 3 | 1 | 0  | 0  | 2 | 8  | 12 | -4 | 3   |
| Alemania (GER)    | 3 | 0 | 0  | 0  | 3 | 3  | 12 | -9 | 0   |

- Resultados

| Fecha | Hora¹ | Partido²          | Partido² | Partido²          | Resultado |
| ----- | ----- | ----------------- | -------- | ----------------- | --------- |
| 17.02 | 12:00 | Finlandia (FIN)   | -        | Bielorrusia (BLR) | 5-1       |
| 17.02 | 16:30 | Suecia (SWE)      | -        | Alemania (GER)    | 2-0       |
| 19.02 | 12:00 | Bielorrusia (BLR) | -        | Suecia (SWE)      | 2-4       |
| 19.02 | 21:00 | Finlandia (FIN)   | -        | Alemania (GER)    | 5-0       |
| 20.02 | 21:00 | Alemania (GER)    | -        | Bielorrusia (BLR) | 3-5       |
| 21.02 | 21:00 | Suecia (SWE)      | -        | Finlandia (FIN)   | 3-0       |

- (¹) –  Hora local de Vancouver (UTC-8).
- (²) –  Todos en la Canada Hockey Place.

## Fase final

### Play-offs
- Resultados

| Fecha | Hora¹ | Partido²              | Partido² | Partido²          | Resultado    |
| ----- | ----- | --------------------- | -------- | ----------------- | ------------ |
| 23.02 | 12:00 | Suiza (SUI)           | -        | Bielorrusia (BLR) | 3-2 (T. ex.) |
| 23.02 | 16:30 | Canadá (CAN)          | -        | Alemania (GER)    | 8-2          |
| 23.02 | 19:00 | República Checa (CZE) | -        | Letonia (LAT)     | 3-2 (T. ad.) |
| 23.02 | 21:00 | Eslovaquia (SVK)      | -        | Noruega (NOR)     | 4-3          |

- (¹) –  Hora local de Vancouver (UTC-8).
- (²) –  Todos en la Canada Hockey Place, a excepción del partido de las 19:00.
- (T. ad.) – Tiempo adicional.
- (T. ex.) – Tiros extras.

### Cuartos de final
| Fecha | Hora¹ | Partido²             | Partido² | Partido²              | Resultado |
| ----- | ----- | -------------------- | -------- | --------------------- | --------- |
| 24.02 | 12:00 | Estados Unidos (USA) | -        | Suiza (SUI)           | 2-0       |
| 24.02 | 16:30 | Rusia (RUS)          | -        | Canadá (CAN)          | 3-7       |
| 24.02 | 19:00 | Finlandia (FIN)      | -        | República Checa (CZE) | 2-0       |
| 24.02 | 21:00 | Suecia (SWE)         | -        | Eslovaquia (SVK)      | 3-4       |

- (¹) –  Hora local de Vancouver (UTC-8).
- (²) –  Todos en la Canada Hockey Place, a excepción del partido de las 19:00.

### Semifinales
| Fecha | Hora¹ | Partido²             | Partido² | Partido²         | Resultado |
| ----- | ----- | -------------------- | -------- | ---------------- | --------- |
| 26.02 | 12:00 | Estados Unidos (USA) | -        | Finlandia (FIN)  | 6-1       |
| 26.02 | 18:30 | Canadá (CAN)         | -        | Eslovaquia (SVK) | 3-2       |

- (¹) –  Hora local de Vancouver (UTC-8).
- (²) –  Todos en la Canada Hockey Place.

### Tercer puesto
| Fecha | Hora¹ | Partido²        | Partido² | Partido²         | Resultado |
| ----- | ----- | --------------- | -------- | ---------------- | --------- |
| 27.02 | 19:00 | Finlandia (FIN) | -        | Eslovaquia (SVK) | 5-3       |

### Final
| Fecha | Hora¹ | Partido²             | Partido² | Partido²     | Resultado    |
| ----- | ----- | -------------------- | -------- | ------------ | ------------ |
| 28.02 | 12:15 | Estados Unidos (USA) | -        | Canadá (CAN) | 2-3 (T. ad.) |

- (¹) –  Hora local de Vancouver (UTC-8).
- (²) –  En la Canada Hockey Place.
- (T. ad.) – Tiempo adicional.

## Medallero
|              |                      |                 |
| Canadá (CAN) | Estados Unidos (USA) | Finlandia (FIN) |

## Estadísticas

### Clasificación general
| 1. Canadá (CAN)          |
| 2. Estados Unidos (USA)  |
| 3. Finlandia (FIN)       |
| 4. Eslovaquia (SVK)      |
| 5. Suecia (SWE)          |
| 6. República Checa (CZE) |
| 7. Rusia (RUS)           |
| 8. Suiza (SUI)           |
| 9. Bielorrusia (BLR)     |
| 10. Noruega (NOR)        |
| 11. Alemania (GER)       |
| 12. Letonia (LAT)        |